# ミズリー
「ミズリー」（Misery）は、ビートルズの楽曲である。1963年に発売された1作目のイギリス盤公式オリジナル・アルバム『プリーズ・プリーズ・ミー』に収録された。ジョン・レノンとポール・マッカートニーの共作（名義はレノン＝マッカートニー）で、レノンは「ポールというよりジョンっぽい曲…というところかな。でも一緒に書いたんだ」とし、マッカートニーは「共同作曲。誰かのために曲を作るという、雇われと言っても差し支えないような仕事だった」と語っている。
1963年にケニー・リンチによるカバー・バージョンが発売され、ビートルズの楽曲が初めてカバーされた例となった。

## 背景
1963年2月、ビートルズはヘレン・シャピロと共にツアーを行なっていた。シャピロのマネージャーであるノリー・パラマーは、テネシー州ナッシュビルでレコーディングを予定しているアルバムのための新曲を求め、ビートルズに楽曲提供を依頼した。1963年1月26日にストーク＝オン＝トレントのキングス・ホールで行なわれた公演の前に楽屋で「ミズリー」の作曲が開始され、その後フォースリン・ロードのマッカートニーの自宅で完成した。マッカートニーは「僕らはこれを『ミズリー』と呼んでいるけど、響きほどスローじゃなく、かなりの勢いで進んでいくし、ヘレンはかなり良い仕事をしてくれると思う」と語っている。
しかし、パラマーは本作を却下し、代わりに同じくツアーに同行していたケニー・リンチが本作を録音することとなった。マッカートニーは、「ヘレン・シャピロのために書いたけど、歌ってもらえなかった。『the world is treating me bad, misery（世界中が私につらくあたるの…みじめだわ）』なんて曲は、彼女には合わなかったのかもしれない。とても悲観的な曲さ。でもケニー・リンチはもらってくれた。ケニーとはよく一緒にツアーで回ってて、その時に歌ってくれた。彼の地味なヒット曲になったよ」と語っている。リンチによる「ミズリー」は、ビートルズの楽曲が初めてカバーされた例となったが、シングルチャート入りすることはなかった。

## レコーディング・リリース
ビートルズは、1963年2月11日にアルバム『プリーズ・プリーズ・ミー』に収録の全14曲のうち、既にシングル曲として発売された4曲を除く10曲のレコーディングを10時間のセッションで行なっていた。「ミズリー」は、同日のセッションで11テイクで録音された。その9日後にあたる2月20日、ジョージ・マーティンは、テープを半分のスピードで再生してイントロとブリッジにピアノのパートを加えた。
イギリスで1963年3月22日にパーロフォンからアルバム『プリーズ・プリーズ・ミー』が発売され、「アイ・ソー・ハー・スタンディング・ゼア」と「アンナ」の間にあたるA面2曲目に収録された。アメリカでは、1963年7月22日にヴィージェイ・レコードから発売された『Introducing... The Beatles』のA面2曲目に収録された後、1964年3月23日に発売されたEP『The Beatles』のA面1曲目に収録された。2013年に発売された『オン・エア〜ライヴ・アット・ザ・BBC Vol.2』には、1963年3月12日にBBCラジオで放送された『Here We Go』での演奏が収録された。
音楽評論家のイアン・マクドナルドは、「思春期の自己憐憫を描いたおどけた作品」と評している。

## クレジット
※出典
- ジョン・レノン - リード・ボーカル、アコースティック・ギター
- ポール・マッカートニー - リード・ボーカル、ベース
- ジョージ・ハリスン - リードギター
- リンゴ・スター - ドラム
- ジョージ・マーティン - ピアノ

## カバー・バージョン
前述のとおり、1963年にケニー・リンチによるカバー・バージョンが発売された。
1976年にフレイミン・グルーヴィーズが、アルバム『Shake Some Action』でカバー。
2003年にペテル・リパが、アルバム『Beatles in Blue(s)』でカバー。